# Letonja
Letonja je priimek več znanih Slovencev:

## Znani nosilci priimka
- Gašper Letonja, vsestranski glasbenik in producent
- Ladislav Letonja - Janez (1915 - 1944), koroški partizan
- Marina Letonja, ekonomistka, doc. dr. GEA College
- Marko Letonja (*1961), dirigent
- Miško Letonja (1890 - 1963), dirigent, kapelnik rudarskr godbe v Velenju